# La tortuga roja
La tortuga roja (en francés: La tortue rouge) es una película de animación coproducida internacionalmente entre Francia, Bélgica y Japón, dirigida por Michaël Dudok de Wit en su debut como director. El film, que es una coproducción entre Wild Bunch y Studio Ghibli, cuenta la historia de un hombre que trata de escapar de una isla desierta y se enfrenta a una tortuga gigante. La cinta no posee diálogo. Se estrenó mundialmente en la sección Un Certain Regard del Festival de Cannes 2016.

## Resumen
Un hombre sin nombre queda a la deriva tras una tormenta y se despierta en una isla desierta. Tras encontrar fruta fresca y agua, así como una gran variedad de animales y un bosque extenso de bambú, el hombre decide dejar la isla. El hombre construye una balsa de bambú, e intenta navegar lejos. Sin embargo, un animal invisible destruye la balsa, obligando al hombre a regresar a la isla. Frustrado, intenta escapar con otra balsa, su plan vuelve a fallar por culpa del animal invisible. Tras intentarlo por tercera vez, descubre que el animal es de hecho una tortuga roja. Su balsa es destruida de nuevo y el hombre retrocede a la isla.
Esa noche, el hombre ve a la tortuga roja arrastrándose a la orilla, tratando de ir tierra adentro. En venganza, golpea la tortuga roja en la cabeza con un palo de bambú, y la voltea. A mitad de construcción de otra balsa, el hombre comienza a sentirse culpable por dejar la tortuga al revés, por lo que Recoge un pez y trata de alimentar a la tortuga, pero se da cuenta de que ha muerto. La concha de la tortuga se parte por la mitad durante la noche, y para sorpresa del hombre, la tortuga se convierte en una mujer. El hombre trata de revivirla, haciendo un refugio sobre ella para protegerla del sol. Cuando la lluvia llega a la isla, la mujer se despierta. El hombre se da cuenta de que se ha ido, y la busca por toda la isla, finalmente ve que está en la costa. Le ofrece su camisa, y finalmente ve a la mujer arrastrando su caparazón de tortuga vacío por el mar. El hombre hace lo mismo con su balsa semi-construida. La pareja finalmente forma una relación.
Algunos años más tarde, la pareja tiene un hijo, que encuentra una botella lavada en la orilla. Después de caer accidentalmente en una pequeña caverna, el hijo entabla una relación peculiar con otras tortugas del océano. El hijo crece acostumbrado a vivir en la isla. Un día un tsunami golpea la isla. Aunque nadie está gravemente herido, el bosque de la isla queda casi completamente demolido. Después de quemar los restos de bambú, el hijo encuentra su botella en un oasis en la isla. Decide salir de la isla, se despide de sus padres, y nada con un trío de tortugas.
El hombre y la mujer pasan el resto de sus vidas en la isla. El hombre muere pacíficamente una noche, mientras mira la luna. La mujer, sosteniendo la mano del hombre una vez más, se transforma de nuevo en una tortuga roja, y se arrastra de vuelta al océano.

## Producción
La película fue coproducida por Wild Bunch y Studio Ghibli en asociación con Why Not Productions. Según Vincent Maraval, jefe de Wild Bunch, en 2008 visitó el Studio Ghibli en Japón y se reunió con Hayao Miyazaki. Miyazaki le mostró el cortometraje Father and Daughter y le pidió que buscara a su director, Michaël Dudok de Wit, con la perspectiva de coproducir un largometraje. Wild Bunch se reunió con Dudok de Wit en Londres y lo convenció para asumir el proyecto. El guion fue escrito por Dudok de Wit y Pascale Ferran.

## Reconocimientos
| Premio                                    | Fecha de ceremonia      | Categoría                                   | Receptor(es) y nominado(s)            | Resultado | Ref(s) |
| ----------------------------------------- | ----------------------- | ------------------------------------------- | ------------------------------------- | --------- | ------ |
| Festival de Cannes                        | 21 de mayo de 2016      | Premio especial del Un certain regard       | Michaël Dudok de Wit                  | Ganador   | [ 3 ]  |
| Festival de Cannes                        | 21 de mayo de 2016      | Premio Un certain regard                    | Michaël Dudok de Wit                  | Nominado  | [ 3 ]  |
| Festival de Cannes                        | 21 de mayo de 2016      | Camera d'Or                                 | Michaël Dudok de Wit                  | Nominado  |        |
| Asociación de Críticos de Cine de Toronto | 15 de diciembre de 2016 | Mejor película animada                      | Michaël Dudok de Wit                  | Nominado  |        |
| Asociación de Críticos de Cine de Chicago | 15 de diciembre de 2016 | Mejor Película de animación                 | Michaël Dudok de Wit                  | Nominado  |        |
| Premios Annie                             | 4 de febrero de 2017    | Mejor película de animación - Independiente | Michaël Dudok de Wit                  | Ganador   |        |
| Premios Annie                             | 4 de febrero de 2017    | Mejores efectos animados en un largometraje | Mouloud Oussid                        | Nominado  |        |
| Premios Annie                             | 4 de febrero de 2017    | Mejor dirección en un largometraje          | Michaël Dudok de Wit                  | Nominado  |        |
| Premios Annie                             | 4 de febrero de 2017    | Mejor música en un largometraje             | Laurent Pérez del Mar                 | Nominado  |        |
| Premios Annie                             | 4 de febrero de 2017    | Mejor guion en un largometraje              | Michaël Dudok de Wit y Pascale Ferran | Nominado  |        |
| Premios Satellite                         | 19 de febrero de 2017   | Mejor película de animación o corto animado | Michaël Dudok de Wit                  | Nominado  |        |
| Premios Óscar                             | 26 de febrero de 2017   | Mejor película de animación                 | Michaël Dudok de Wit y Toshio Suzuki  | Nominado  |        |
| Premios César                             | 24 de febrero de 2017   | Mejor película de animación                 | Michaël Dudok de Wit                  | Nominado  | [ 10 ] |